# František Kressa (fotograf)
František Kressa (19. října 1951 Brno – 4. dubna 2019) byl český fotograf.

## Život
V 70. a 80. letech 20. století působil jako fotoreportér Brněnského večerníku (do roku 1990), vydávaného městským výborem komunistické strany. Fotografoval různé oficiální akce, ale také každodenní život ve městě, výstavbu sídlišť a další objekty. Zachytil také brněnské protesty po 17. listopadu 1989. Deset let pracoval také jako osvětlovač ve zpravodajství Československé televize.
V 10. letech 21. století vyšla série knih Normalizační Brno založená na jeho fotografiích. První díl byl vydán v listopadu 2017. Od 17. listopadu 2017 do 18. února 2018 se uskutečnila výstava Kressových fotografií v Atomovém krytu 10-Z pod Špilberkem. V létě od 4. července 2018 pak také stejnojmenná výstava velkoformátových snímků pod širým nebem v ulicích Brna, pro niž vybral Kressovy fotografie historik Pavel Paleček. Do své smrti stihl připravit 5. a 6. díl série.
František Kressa zemřel náhle ve čtvrtek 4. dubna 2019 ve věku 67 let.